# ও
Cette page contient des caractères spéciaux ou non latins. S’ils s’affichent mal (▯, ?, etc.), consultez la page d’aide Unicode.
ও, appelé ô, est une voyelle de l’alphasyllabaire assamais-bengali.

## Représentations informatiques
Ses caractères Unicode sont :
| formes                 | représentations | chaînes de caractères | points de code | descriptions                                                | note |
| ---------------------- | --------------- | --------------------- | -------------- | ----------------------------------------------------------- | ---- |
| indépendante           | ও               | ও                     | U+0993         | lettre bengali ô                                            |      |
| dépendante (composé)   | ◌ো               | ো                      | U+09CB         | diacritique voyelle bengali ô                               |      |
| dépendante (décomposé) | ◌ো               | ো                      | U+09C7 U+09BE  | diacritique voyelle bengali â diacritique voyelle bengali é |      |